# Parapterulicium
Parapterulicium är ett släkte av svampar. Parapterulicium ingår i familjen mattsvampar, ordningen Agaricales, klassen Agaricomycetes, divisionen basidiesvampar och riket svampar.
|                 | Pterula |
|                 | |
|                 | Aphanobasidium |
|                 | |
|                 | Radulomyces |
|                 | |
|                 | Actiniceps |
|                 | |
|                 | Deflexula |
|                 | |
|                 | Coronicium |
|                 | |
|                 | Dimorphocystis |
|                 | |
|                 | Merulicium |
|                 | |
|                 | Lepidomyces |
|                 | |
|                 | Globulicium |
|                 | |
|                 | Chaetotyphula |
|                 | |
|                 | Adustomyces |
|                 | |
|                 | Pterulicium |
|                 | |
| Parapterulicium | \| \| Parapterulicium octopodites \| \| \| \| \| \| Parapterulicium simplex \| \| \| \| \| \| Parapterulicium subarbusculum \| \| \| \| |
|                 | \| \| Parapterulicium octopodites \| \| \| \| \| \| Parapterulicium simplex \| \| \| \| \| \| Parapterulicium subarbusculum \| \| \| \| |
|                 | Allantula |
|                 | |
|                 | Parapterulicium octopodites |
|                 | |
|                 | Parapterulicium simplex |
|                 | |
|                 | Parapterulicium subarbusculum |
|                 | |

|  | Parapterulicium octopodites   |
|  |                               |
|  | Parapterulicium simplex       |
|  |                               |
|  | Parapterulicium subarbusculum |
|  |                               |